# Sanktelmsild
Sanktelmsild (også kaldet corpo santo) er en lysende koronaudladning, der kan optræde i tordenvejr omkring høje punkter som fjelde, lynafledere, mastetoppe og antenner. Fænomenet ses også som knitrende udladninger omkring højspændingsledninger i fugtigt vejr. Det forekommer når den elektriske feltstyrke, f.eks. på grund af en nærliggende tordensky, er tilstrækkeligt højt og ses som et svagt lysende, lodret lysskin rundt om genstanden. Ofte kan man høre en knitrende lyd, hvis man er tilstrækkeligt tæt på. 
I folketroen har sanktelmsilden været opfattet som et forvarsel – både om forestående ulykker og lykkelige begivenheder. Der findes flere myter om oprindelsen. En af dem er, at den napolitanske skytshelgen Sankt Erasmus, der på flere andre sprog kaldes Elmo, omkom under en storm til søs og i sit dødsøjeblik lovede, at han med lys skulle lede de søfarende ud af farlige situationer (corpo santo: helgenes krop). En anden er, at Sankt Erasmus i en storm tændte et lys, der trods uvejret brændte med klar flamme. En tredje er, at helgenen blev reddet fra at drukne af en sømand, og lovede i fremtiden at advare søfarende mod dårligt vejr. 